# De Cock en kermis in de hel
De Cock en kermis in de hel is het zesentachtigste deel van de Nederlandse detectiveserie De Cock.

## Hoofdrolspelers
- Het recherchetrio Jurre de Cock, Dick Vledder en Appie Keizer, voor de tweede keer aangevuld met stagiaire Lotty
- Corneel Buitendam, commissaris bureau Warmoesstraat
- De broers Bertus en Joop Albregt, kermisexploitanten

## Plot
Tijdens een warme junimaand draait in Amsterdam de kermis in het Westerpark. Daar wordt ’s ochtend het lijk van Jordi Albregt gevonden in zijn autoscooters. Patholoog-anatoom Dr. Zeldenrust vertelt De Cock na sectie dat hij slordig omgebracht is met een onduidelijk steekwapen. De gemeentelijk lijkschouwer Den Koninghe had het eerder al op zeven steekwonden gehouden.
Tarotkaarten duiken op en lijken hun eigen verhaal te willen vertellen. Twee broers, Joop en Bertus Albregt hebben na een familie-incident 20 jaar geleden besloten de van hun opa geërfde bezittingen onderling te splitsen en elkaar nooit meer tegen te komen. Dan duiken ze toch op, op dezelfde kermis. Het reuzenrad van Bertus zijn zoon Arend is te duur om Amsterdam te kunnen overslaan.
De Cock komt achter de oorsprong van de familievete vanwege een kind van neef en nicht. Na de moord op Jordi is de schade gelukkig beperkt gebleven tot een in brand gestoken oliebollenkraam. Buitendam en het OM vrezen dat de Cock te langzaam werkt, want de kermis staat die dag voor het laatst in Amsterdam. Daarom krijgt De Cock op zijn verzoek toestemming om de woonwagen van Bertus te doorzoeken.
De Cock had daarvoor al gekozen voor de methode-Vledder. Hij sluit allebei de broers op in het warme politiebureau aan de Warmoesstraat om druk te zetten. Bertus bekent vervolgens de moord en tevens de brandstichting. Maar de Cock weet dan wie hij wil beschermen en arresteert zijn zoon Arend. Thuis bij zijn vrouw legt hij het nog eens haarfijn uit aan het team. Bij de huiszoeking bij Bertus werden 76 tarotkaarten gevonden in plaats van 78, de sleutel tot de oplossing. De twee broers Jordi en Arend hadden ruzie gekregen over de gokschulden van de eerste en de woordenwisseling kreeg een onbedoelde fatale afloop.

## Trivia
- Bij een bezoek van de kermis met Dick Vledder wint Lotty bij het prijsschieten een pluche beer. Ze brengt De Cock in verlegenheid als ze hem aan de teamleider overhandigt met als motivatie dat het voor zijn kleinkind is.
- Tijdens een plotselinge donderslag voor een onweersbui, noemt de Cock dit verschijnsel: ‘Kermis in de hel”